# Helige knez Lazars kyrka, Birmingham
Helige knez Lazars kyrka (engelska: Church of Saint Prince Lazar; serbisk kyrilliska: Црква Светог кнеза Лазара; latinska: Crkva Svetog kneza Lazara) är en serbisk-ortodox kyrkobyggnad belägen i staden Birmingham i centrala England, i Storbritannien.
Kyrkan är helgad åt den serbiske fursten (knez) och adelsmannen Sankt Lazar Hrebeljanović.

## Historik

### Bakgrund
Mellan åren 1947 och 1948 rekryterades många serber I utlandet för att utföra arbeten i industrier i Storbritannien. Över 10 000 serber kom till landet och bodde på härbärgen.
Eftersom någon östortodox kyrka inte fanns vid detta tillfälle hölls gudstjänster i anglikanska kyrkor. När bristen på arbetskraft lättade, fick serberna möjlighet att hitta andra arbeten. Därför flyttade många till större städer, som exempelvis Birmingham.

### Kapell
1954 köptes en bostad på Middleton Hall Road i Cotteridge i Birmingham, för att prästen Radovan Miljković skulle ha ett boende.
Senare byggdes ett litet kapell och det invigdes 1959.

### Byggandet
I och med att församlingens medlemmar ökade, bestämdes det att köpa marken som kyrkan nu står på, men som tidigare var ett skogsområde. Området ägdes av familjen Cadbury och som erbjöd marken. Grundstenen till kyrkan lades 1965.
Den mest drivande kraften bakom uppbyggandet var prästen Milenko Zebić och hans byggarbetare. Zebić prästvigdes 1958 och ersatte ovannämnda Miljković, som hade flyttat till USA.
Under byggandet var kyrkan under beskydd av prins Tomislav av Jugoslavien och hans gemål, prinsessan Margarita av Baden. Senare anslöt sig också Alexander II Karađorđević, kronprins av Jugoslavien.
Till slut invigdes kyrkan 1968, där ungefär 6000 personer deltog.

## Kyrkan
Al seccomålningarna på kyrkans interiör målades av den serbiske konstnären Dušan Mihajlović. Målningarna är kopior av freskerna som finns i klostren Gračanica, Visoki Dečani, och patriarkatet i Peć.

## Bilder

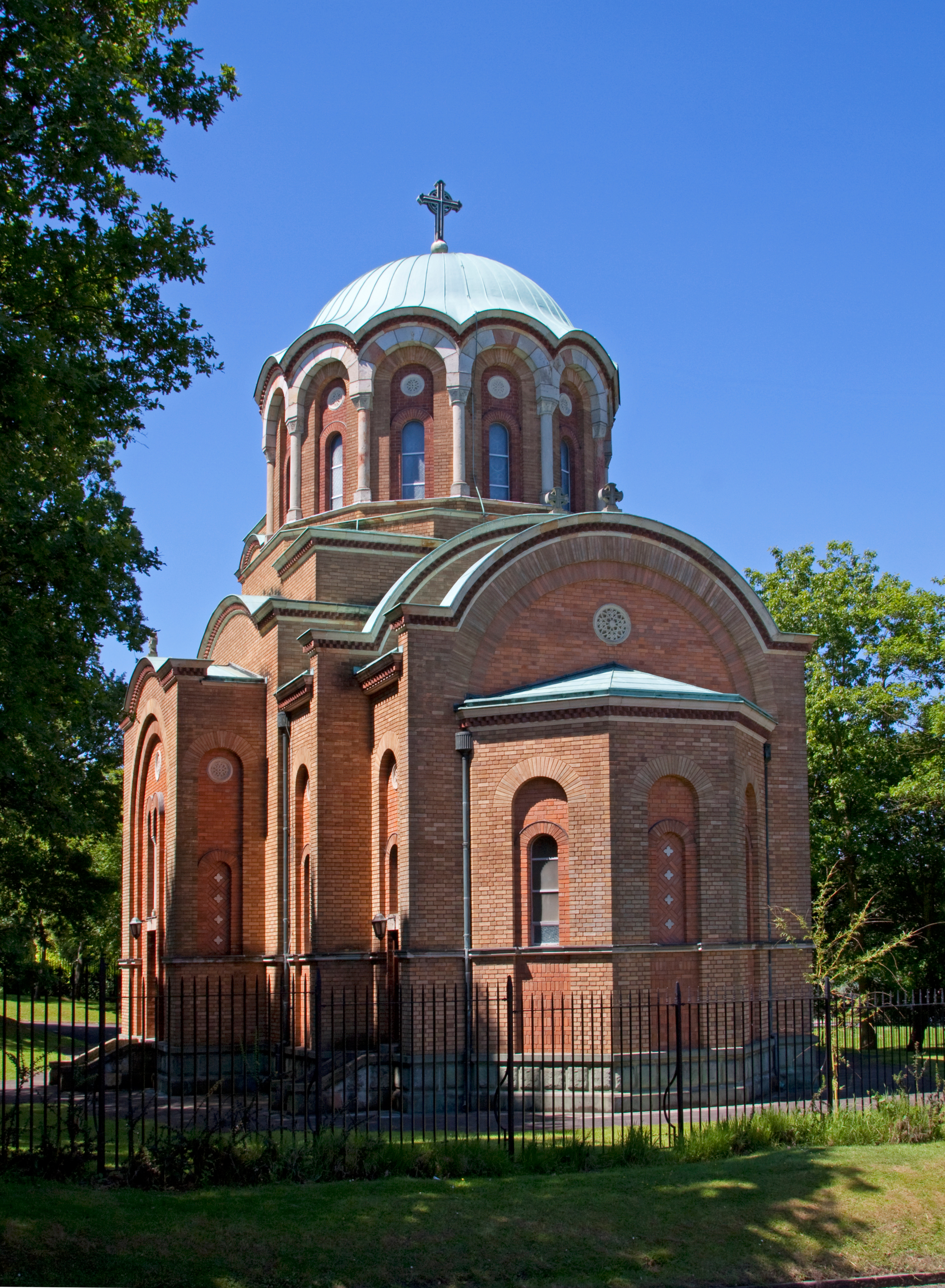
Absiden.
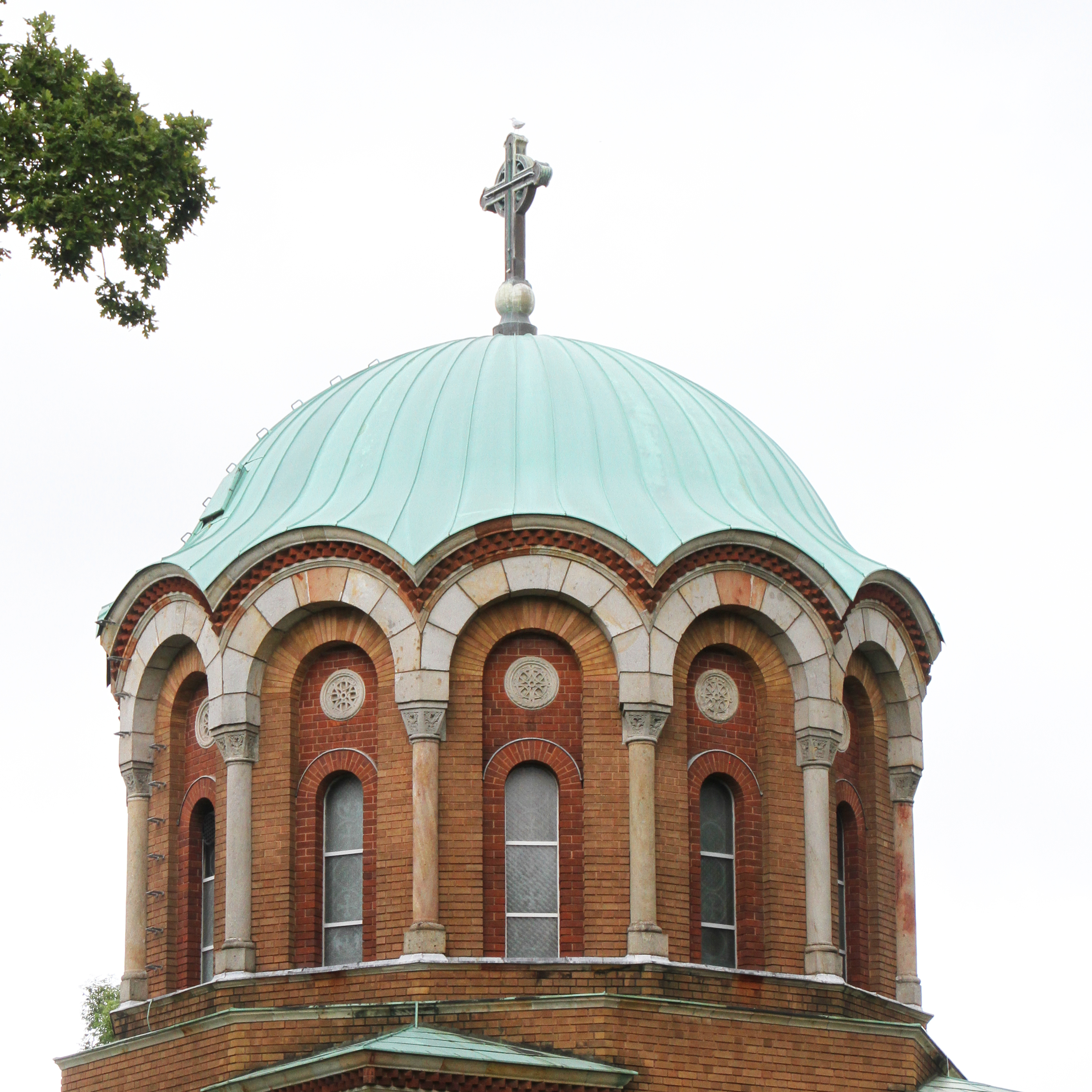
Kupolen.
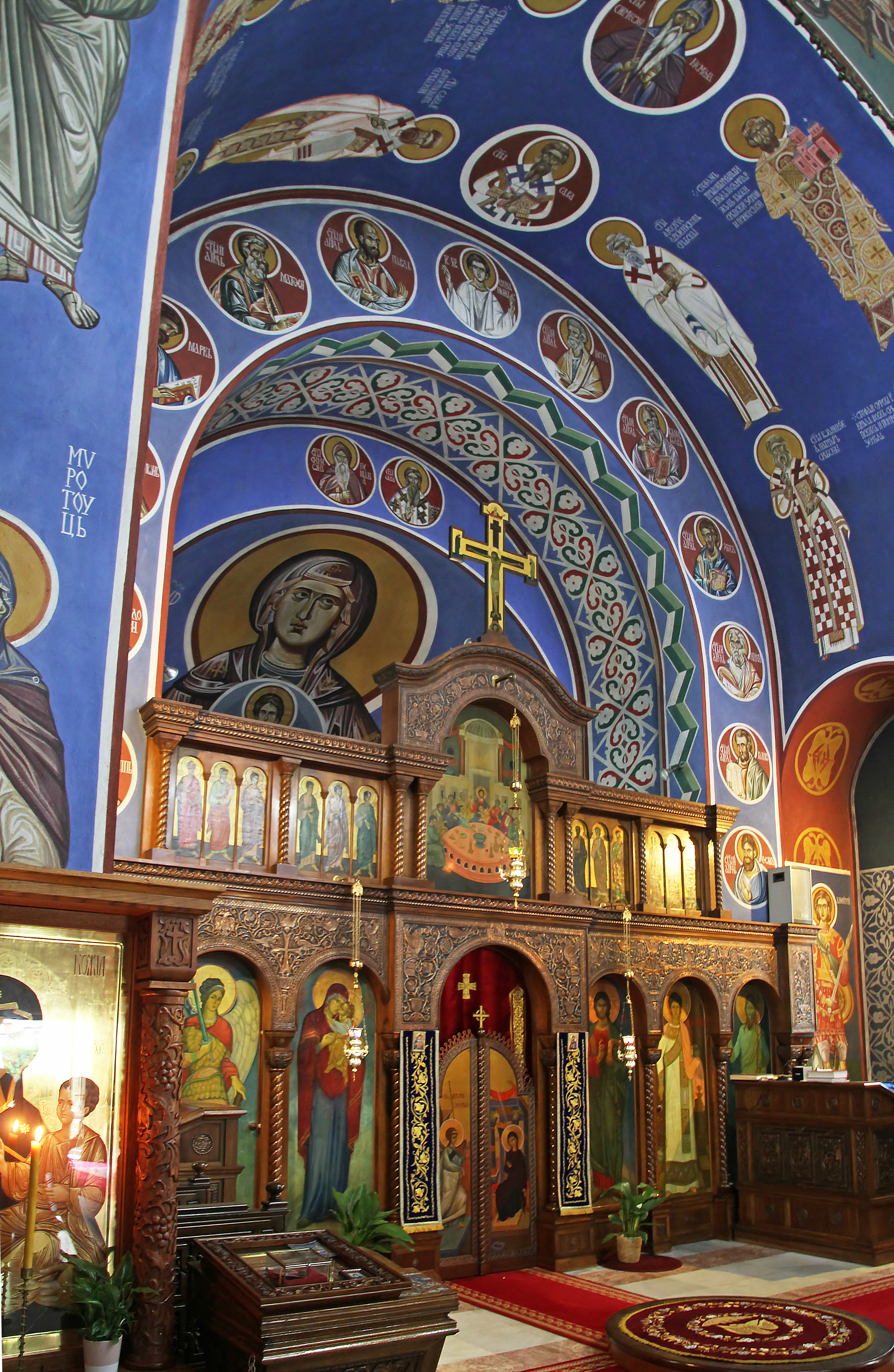
Kyrkans interiör mot ikonostasen.
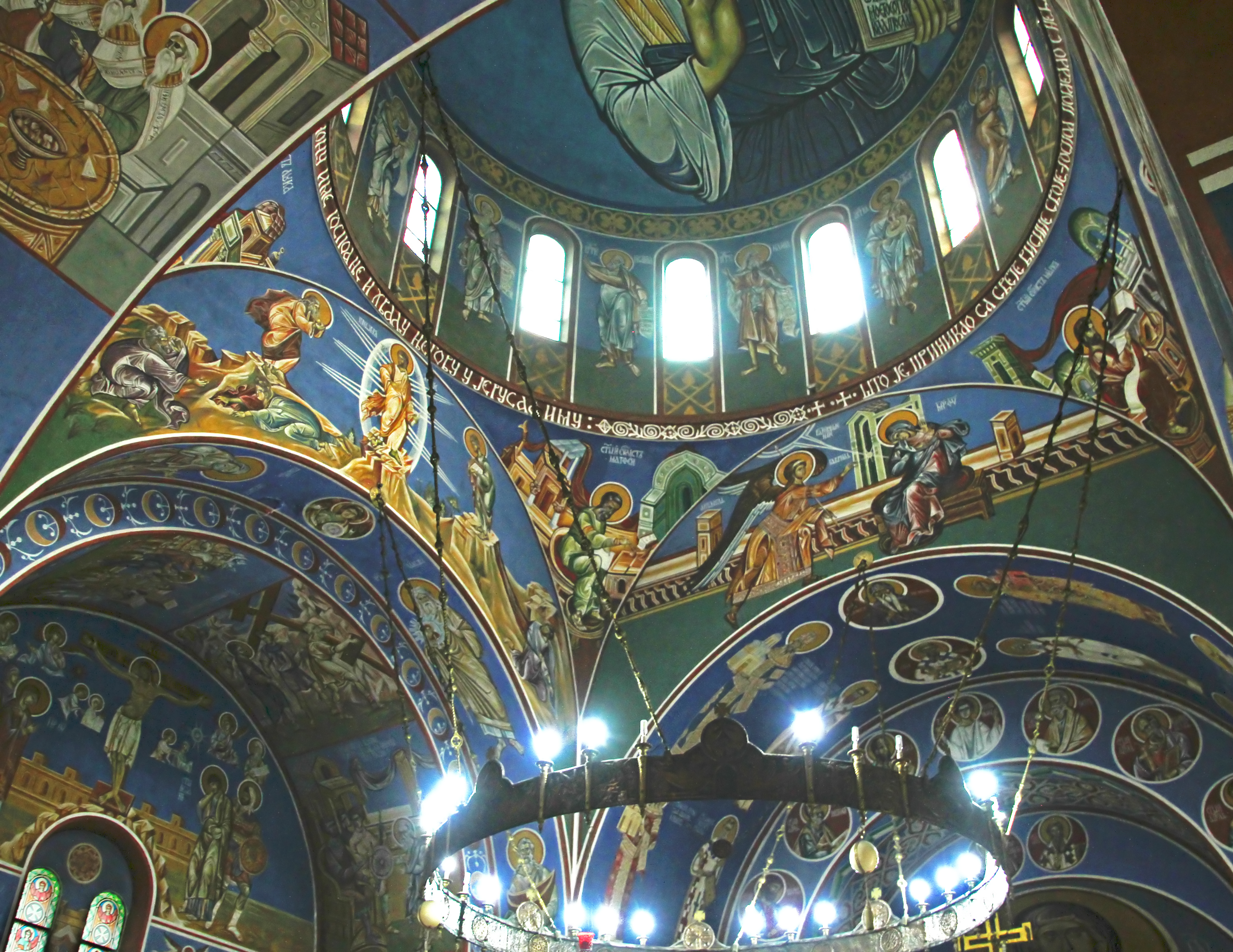
Interiören.
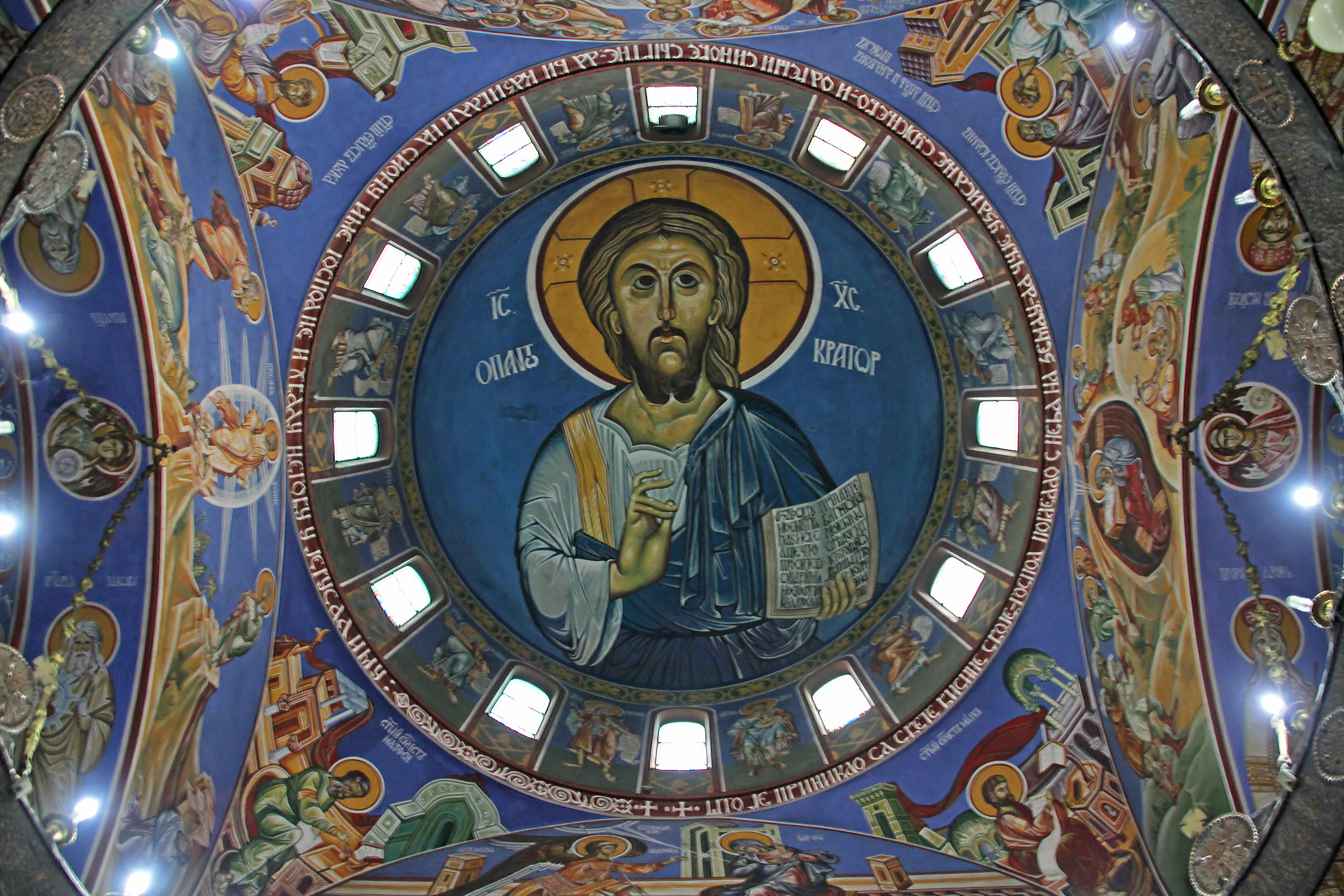
Kupolen inirfrån, där Kristus pantokrator är avbildad.
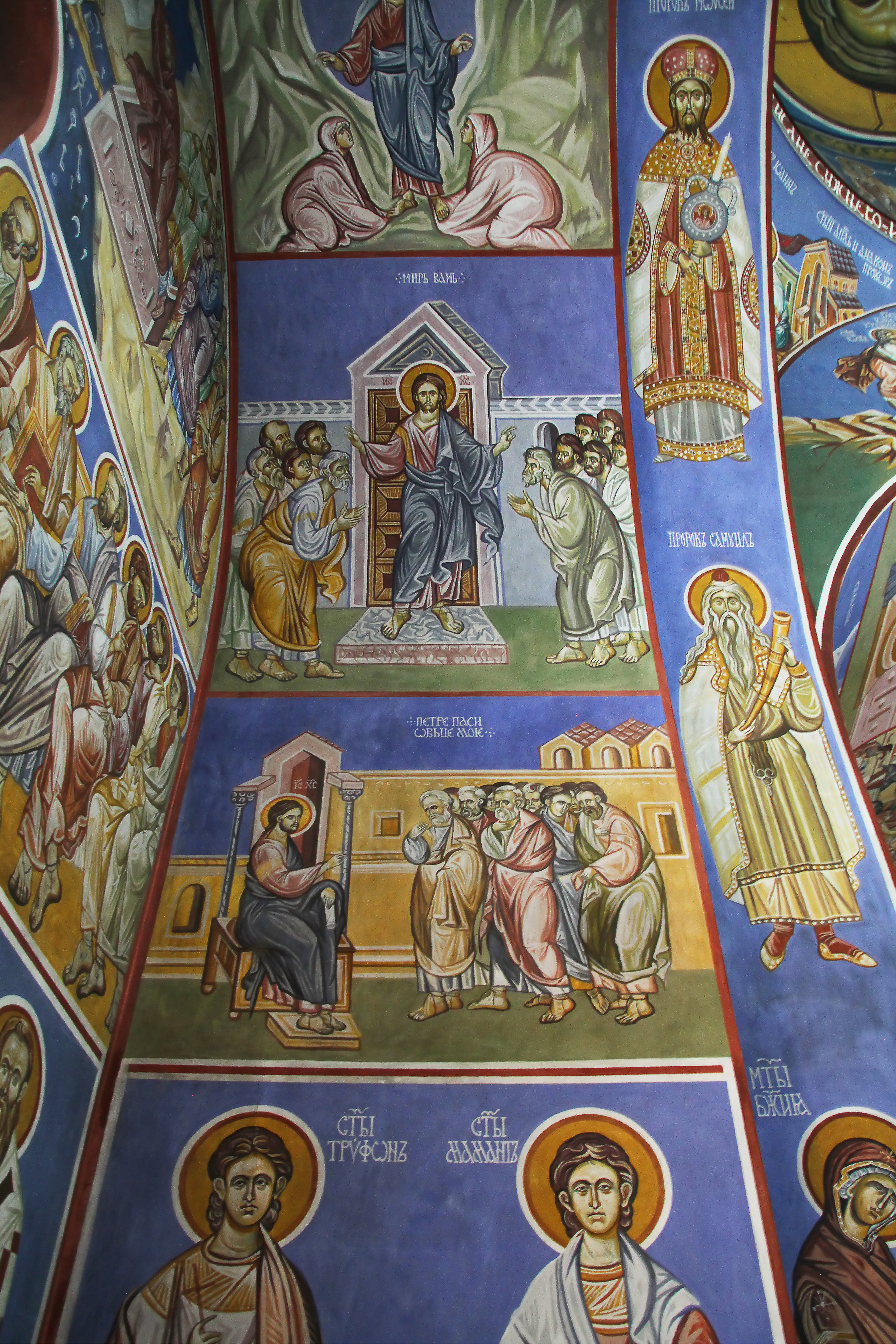
Fresker.
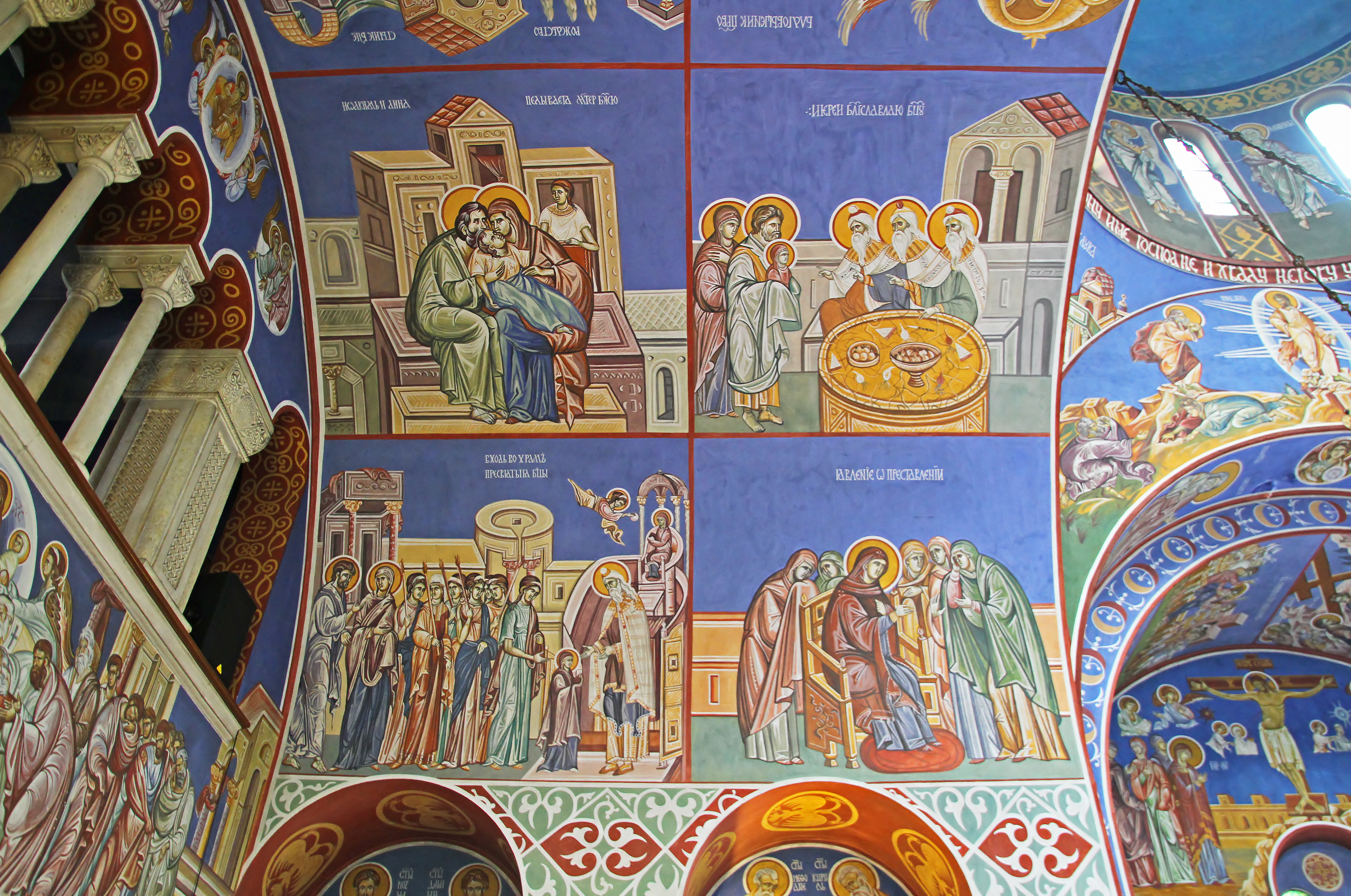
Fresker.
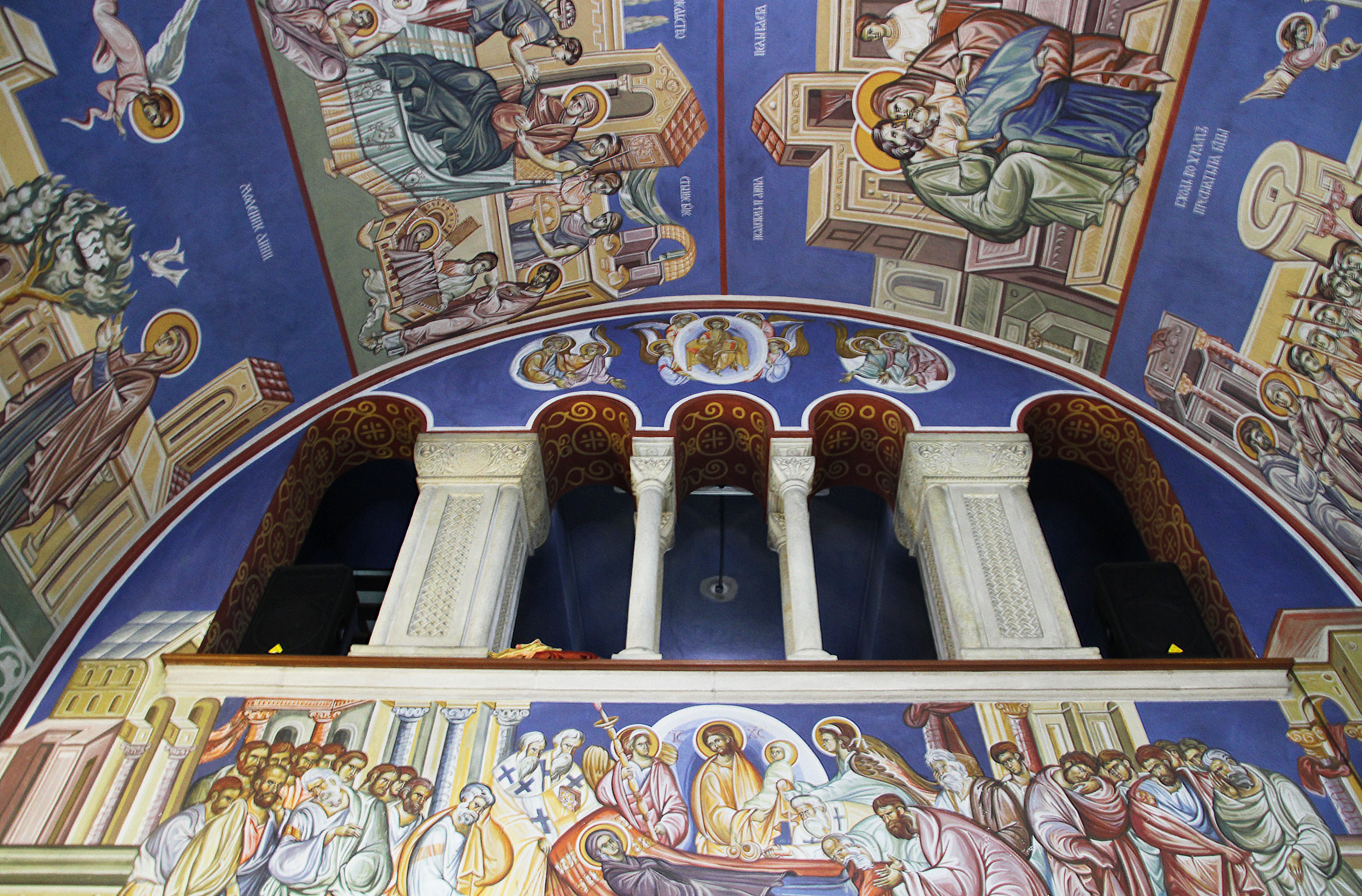
Fresker.